# Harun Farocki
Harun Farocki (9. ledna 1944 Nový Jičín – 30. července 2014 Berlín) byl německý filmový režisér.
Narodil se jako Harun El Usman Faroqhi v Novém Jičíně, tehdy v Německé říši. Jeho otec se do Německa přestěhoval ve dvacátých letech z Indie, matka byla Němka. Po válce vyrůstal v Indii a Indonésii, ale v roce 1958 se s rodinou vrátil do Německa. V letech 1966 až 1968 studoval na Německé filmové a televizní akademii v Berlíně. Za svou kariéru natočil přibližně osm desítek filmů, nejčastěji dokumentárních. V letech 1993 až 1999 přednášel na Kalifornské univerzitě v Berkeley a později na Akademii výtvarných umění ve Vídni. Roku 2012 získal speciální cenu Roswithy Haftmann. Zemřel nedaleko Berlína ve věku 70 let.